# Крикливий Ярослав Федорович
Ярослав Федорович Крикливий — український військовослужбовець, підполковник Збройних сил України, учасник російсько-української війни.

## Життєпис
2019 року закінчив Національну академію сухопутних військ імені гетьмана Петра Сагайдачного.
У липні 2020 року під час одного з навчань у Чорному морі офіцер був командиром взводу морської піхоти 88-го окремого батальйону морської піхоти.
У 2021 році Ярослав очолював десантно-штурмову роту морської піхоти, з якою брав участь у міжнародних навчаннях «Agile Spirit».

### Широкомасштабне російське вторгнення в Україну
Під час широкомасштабного російського вторгнення Ярослав Крикливий виконував завдання на острові Зміїний. Зранку 24 лютого 2022 року з бойового поста спостереження доповіли про військовий корабель на горизонті. То був ракетний крейсер «Москва». За ним йшло ще кілька ворожих суден. Спочатку Зміїний обстрілював крейсер «Москва», після цього ворог використав інші кораблі й авіацію.
Командир батальйону Ярослав Крикливий став одним із тих, кого російські окупанти взяли в полон на Зміїному. Спочатку повезли в тимчасово окупований Крим, потім обіцяли вивезти на материкову Україну, але привезли на територію, де був мороз і багато снігу. Точної локації Ярослав не знає, лиш пам'ятає, що із Севастополя летіли близько 12 годин. Тримали полонених у таборі, їх постійно допитувала Федеральна служба безпеки РФ, ставлення охоронців було нелюдським.
У 2023 році призначений командиром 501-го окремого батальйону морської піхоти 36-ї бригади морської піхоти. Учасник боїв на Курщині.

## Нагороди
- орден Богдана Хмельницького ІІ ступеня (16 вересня 2024) — за особисту мужність, виявлену у захисті державного суверенітету та територіальної цілісності України, самовіддане виконання військового обов'язку[4];
- орден Богдана Хмельницького ІІI ступеня (3 вересня 2023) — за особисту мужність і самовіддані дії, виявлені у захисті державного суверенітету та територіальної цілісності України[5];
- орден «За мужність» III ступеня (22 листопада 2022) — за особисту мужність і самовіддані дії, виявлені у захисті державного суверенітету та територіальної цілісності України, вірність військовій присязі[6].

## Військові звання
- підполковник (станом на 2025),
- майор[4],
- капітан[6],
- лейтенант (станом на 2020)[2].